# Polestar 1
La Polestar 1 est une voiture hybride produite par le constructeur automobile suédois Polestar et commercialisée à partir de 2019. Elle a d'abord été présenté comme concept-car sous la marque Volvo, avant que Polestar, ancienne division performance du constructeur suédois, ne devienne une marque à part entière du groupe Geely.

## Présentation

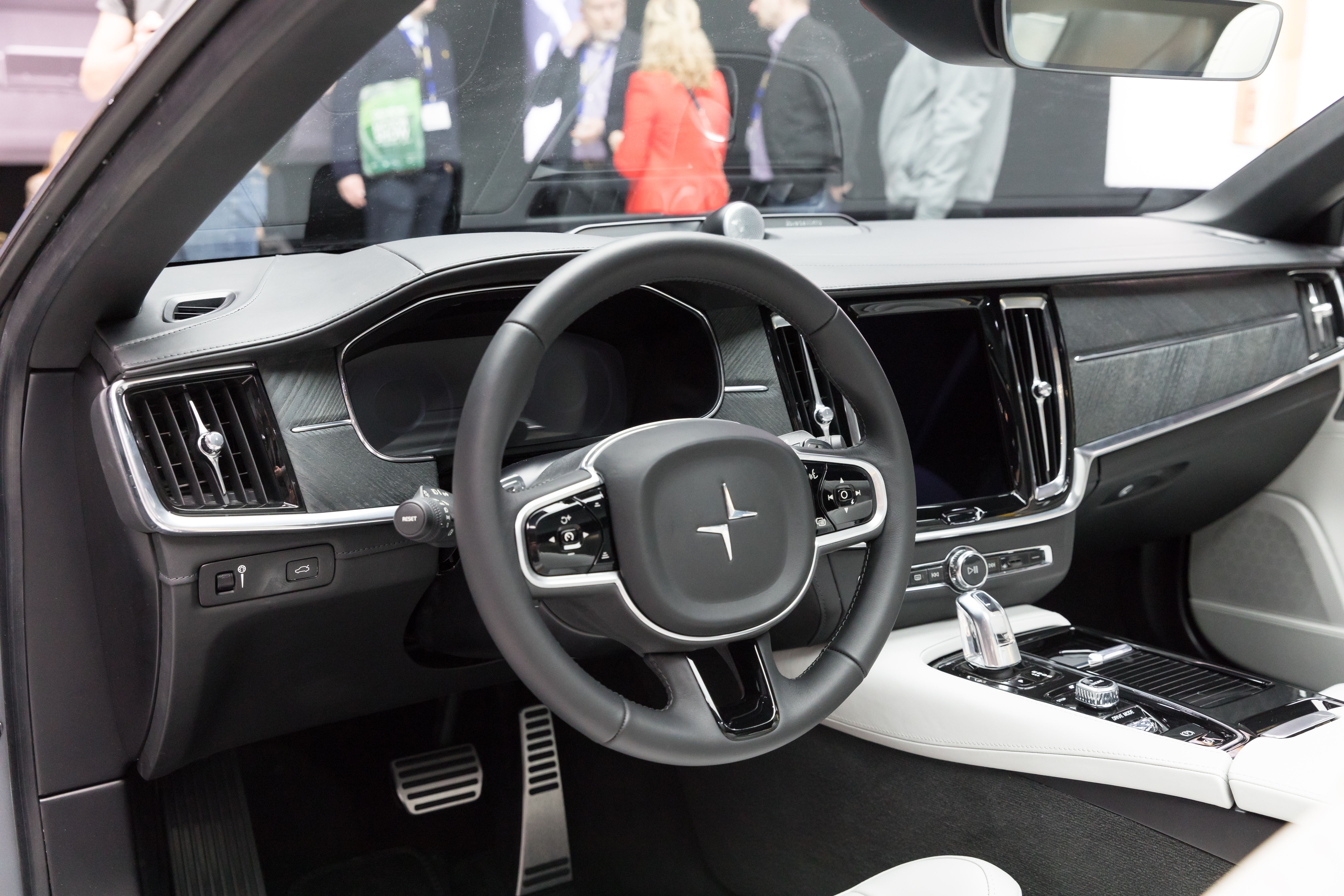
Planche de bord de la Polestar 1

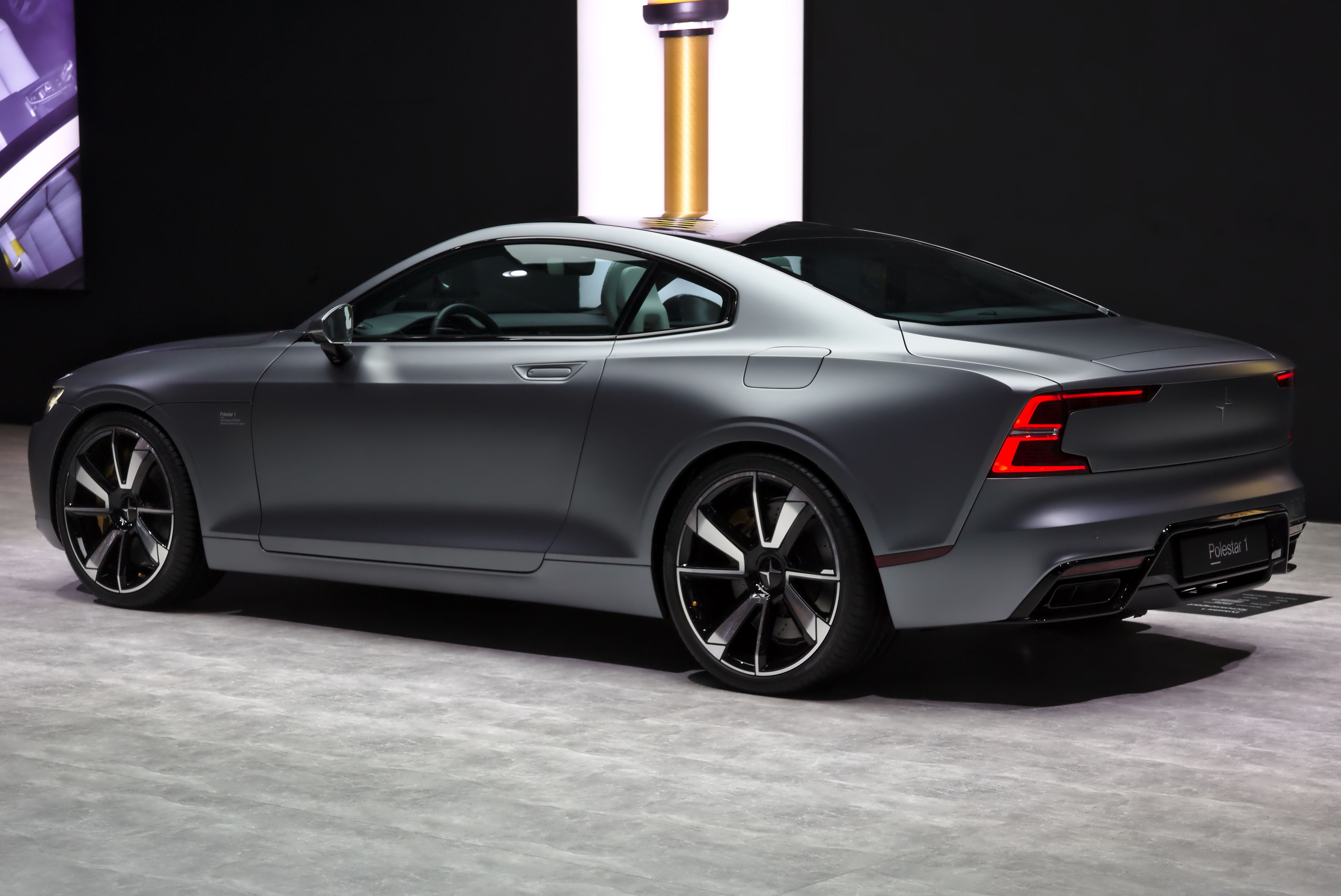
Vue arrière

La Polestar 1 est présentée à la presse à Shanghai, en Chine, le 17 octobre 2017. Elle fait sa première apparition publique dans sa version de série au Salon international de l'automobile de Genève 2018.
En juillet 2018, la "1" de Polestar fait ses premiers tours de roue en public au Festival de vitesse de Goodwood.
La production a eu lieu à Chengdu, en Chine, où la première usine de production de l'entreprise a été construite.
Le coupé de Polestar est produit en série limitée à 500 exemplaires par an avec un maximum de 1 500 exemplaires, commercialisé au tarif unique de 157 500 €.

## Caractéristiques techniques
La Polestar 1 est basée sur la plateforme modulaire SPA de Volvo. Elle dispose de cinq modes de conduite (Pure, Hybrid, All-Wheel-Drive, Power et Individual), 

### Motorisations
La GT de Polestar est une hybride essence électrique rechargeable. Elle est motorisée par un 4-cylindres essence 2.0 litres à double suralimentation, dérivé du bloc thermique T6 de Volvo, de 336 ch associé à deux moteurs électriques (85 kW) placés sur les roues arrière d'une puissance cumulée de 232 ch, auxquels s'ajoutent un alterno-démarreur de 68 ch, monté derrière la boîte de vitesses, pour une puissance totale cumulée de 600 ch. Le coupé peut ainsi bénéficier d'une transmission intégrale ou devenir une propulsion électrique.

### Batterie
La Polestar 1 est dotée de deux packs de batterie, implantés dans le tunnel central avant et derrière les sièges arrière, d'une capacité totale de 34 kWh lui procurant une autonomie de 125 km en mode 100 % électrique.

## Versions

### Polestar 1 Need For Speed
La Polestar 1 Need For Speed est un modèle unique à l'échelle 1:1 présenté au SEMA Show 2019 de Las Vegas, aux États-Unis. Elle représente un modèle d'automobile uniquement disponible dans le jeu vidéo Need For Speed.

## Concept-car

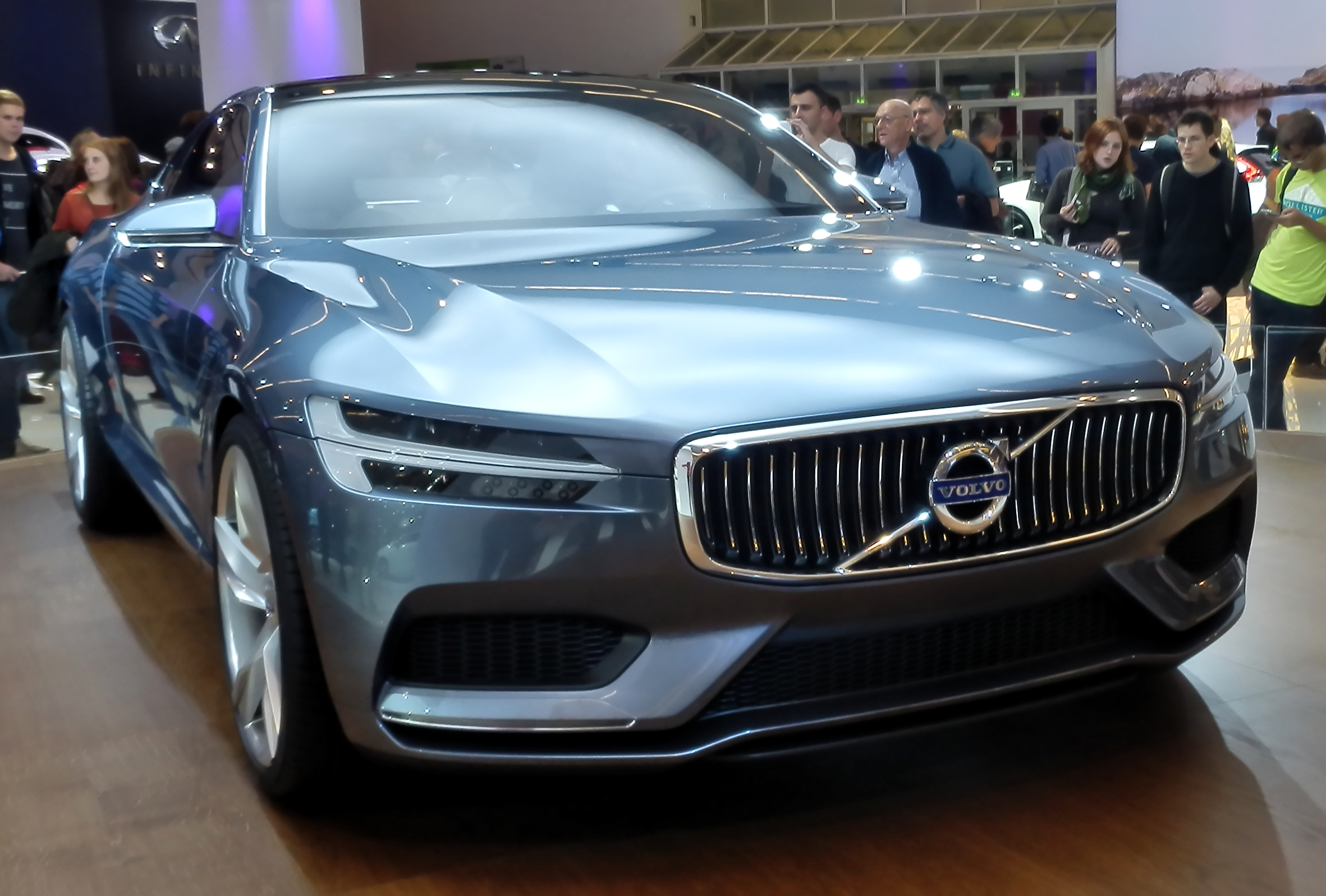
Volvo Concept Coupé (2013)

La Polestar 1 est préfigurée par le Volvo Concept Coupé présenté par Volvo au Salon de l'automobile de Francfort 2013.